# Garden Route (Distrikt)
Garden Route (englisch Garden Route District Municipality, afrikaans Tuinroete-distriksmunisipaliteit, bis Mitte 2018 Eden) ist ein Distrikt in der südafrikanischen Provinz Westkap. Der Sitz der Distriktverwaltung befindet sich in George. Bürgermeister ist Memory Booysen.
Benannt ist der Distrikt nach der Garden Route. Der frühere Name bezog sich auf den Garten Eden. Zwischen Knysna und Uniondale liegt ein Gebiet, das als „Garten Eden“ bekannt ist. Die Eden District Municipality entstand am 5. Dezember 2000 durch die Zusammenführung der Gebiete von den Little Karoo District Council und South Cape District Council.

## Gliederung
Die Distriktgemeinde wird von folgenden Lokalgemeinden gebildet:
- Bitou
- George
- Hessequa
- Kannaland
- Knysna
- Mossel Bay
- Oudtshoorn

## Nachbargebiete
Nachbardistrikte sind:
- Central Karoo
- Sarah Baartman, Provinz Ostkap
- Overberg
- Cape Winelands

## Demografie
Im Jahr 2011 hatte der Distrikt 574.265 Einwohner in 164.110 Haushalten auf einer Gesamtfläche von 23.331,12 km². Davon waren 54,19 % Coloureds, 24,70 % schwarz, 19,21 % weiß, 0,44 % Asiaten bzw. Inder und 1,47 % andere.

## Nationalparks und Naturschutzgebiete
- Goukamma Nature Reserve
- Kammanassie Nature Reserve
- Keurbooms River Nature Reserve
- Outeniqua Nature Reserve
- Robberg Nature Reserve